# Куть-Ях
Куть-Ях (рос. Куть-Ях) — селище у складі Нефтеюганського району Ханти-Мансійського автономного округу Тюменської області, Росія. Адміністративний центр та єдиний населений пункт Куть-Яхівського сільського поселення.
Населення — 2113 осіб (2017, 2183 у 2010, 1996 у 2002).
Національний склад станом на 2002 рік: росіяни — 73 %.